# Pelino di Brindisi
Pelino (Durazzo, 620 circa – Corfinio, 5 dicembre 662) è stato vescovo di Brindisi nel VII secolo, subì il martirio ed è venerato come santo dalla Chiesa cattolica.

## Agiografia
Pelino era un monaco basiliano (originario di Durazzo). Oppositore della eresia monotelita diffusasi a Bisanzio, prima durante l'imperatore Eraclio I e poi con Costante II (648), si trasferì a Brindisi insieme ai discepoli Gorgonio, Sebastio e Ciprio. Lo scontro tra Roma e Bisanzio si acuì al punto che il pontefice Martino I scomunicò il patriarca Sergio e gli eretici, ma venne arrestato, deportato a Costantinopoli e infine esiliato a Cherson (Crimea) dove morì nel 655. A Brindisi, l'intransigenza e la lealtà di Pelino, nel frattempo associato nell'episcopato dal vescovo Procolo, lo portarono su posizioni di rottura nei confronti della corte di Costantinopoli. Alla morte del vescovo Procolo, Pelino venne designato vescovo di Brindisi, ma funzionari dell'impero Bizantino per ordine del basileus lo deportarono a Corfinio, dove venne condannato a morte e ucciso assieme ai suoi discepoli il 5 dicembre del 662.

## Culto

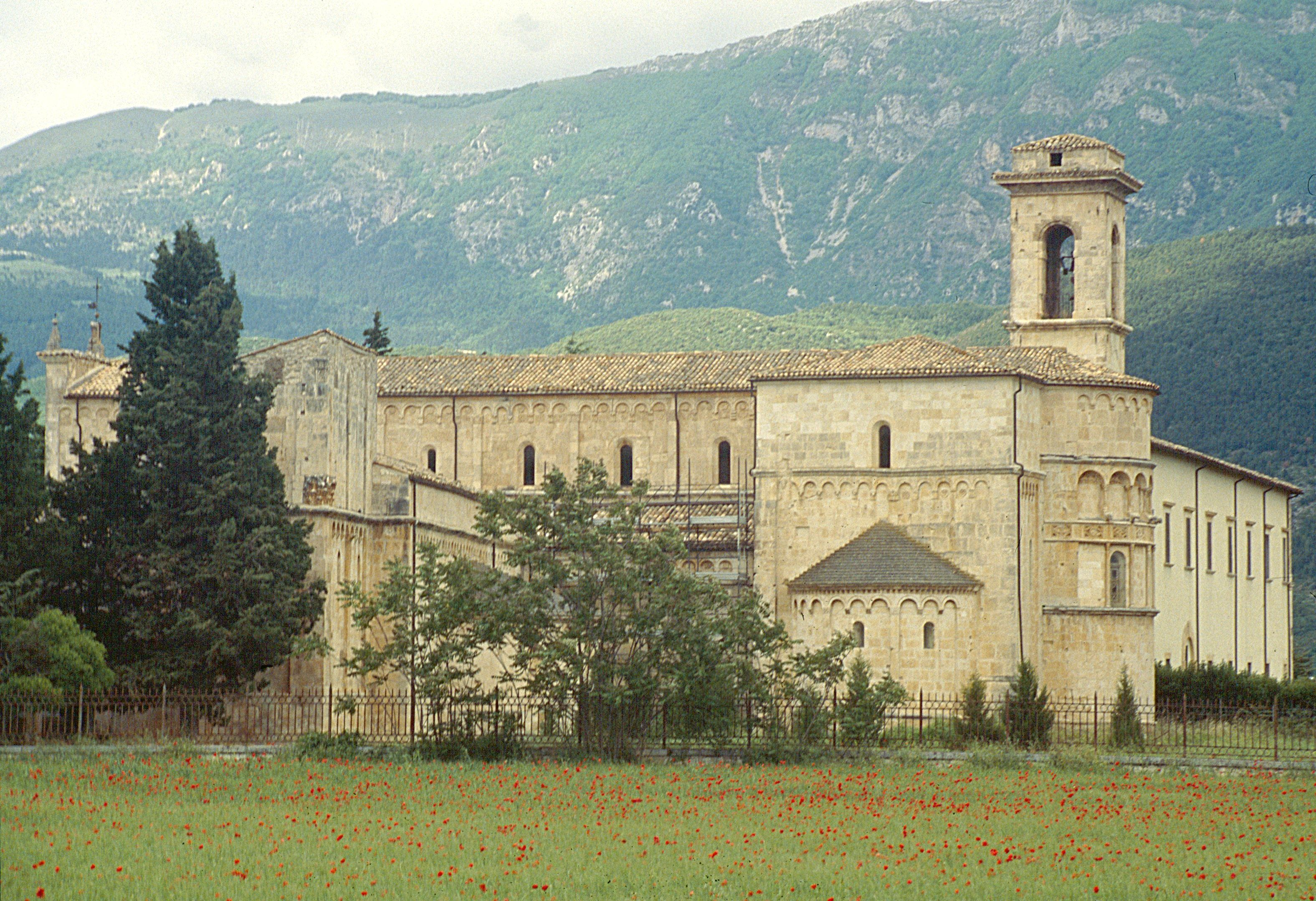
Concattedrale di San Pelino a Corfinio (AQ)

La canonizzazione avvenne nel 668 (dopo la morte di Costante II) ad opera di Ciprio, suo successore nella diocesi di Brindisi. In quella occasione venne anche redatta una Vita del santo, forse ad opera dello stesso Ciprio che potrebbe aver realizzato a Brindisi un primo luogo di culto del suo predecessore. Per secoli è stato patrono di Brindisi insieme a san Leucio d'Alessandria. Nel 1771 gli fu dedicato nella Cattedrale di Brindisi un altare ove è rappresentato il suo martirio in una tela dipinta da Oronzo Tiso.
È patrono della diocesi di Sulmona-Valva; una basilica dedicata al santo si trova a Corfinio e il suo culto nella Marsica è attestato anche dal nome di un paese, San Pelino nei pressi di Avezzano, dove sarebbe passato al ritorno di un viaggio da Roma.
Da notare che nel Martirologio Romano il rimando cronologico è al IV secolo, sulla scorta del fatto che la tradizione locale ha sempre ritenuto Pelino successore quasi diretto del protovescovo Leucio: "A Pentima in Abruzzo san Pelino vescovo di Brindisi, il quale sotto Giuliano Apostata (essendo caduto alle di lui orazioni il Tempio di Marte) da' Pontefici de' Tempii fieramente battuto e trafitto con ottantacinque ferite, meritò la corona del martirio".